# Saint-Pancré
Saint-Pancré és un municipi francès situat al departament de Meurthe i Mosel·la i a la regió del Gran Est. L'any 2007 tenia 305 habitants.

## Demografia

### Població
El 2007 la població de fet de Saint-Pancré era de 305 persones. Hi havia 112 famílies, de les quals 24 eren unipersonals (12 homes vivint sols i 12 dones vivint soles), 36 parelles sense fills, 40 parelles amb fills i 12 famílies monoparentals amb fills.
La població ha evolucionat segons el següent gràfic:
Habitants censats

### Habitatges
El 2007 hi havia 126 habitatges, 119 eren l'habitatge principal de la família, 1 era una segona residència i 6 estaven desocupats. 120 eren cases i 6 eren apartaments. Dels 119 habitatges principals, 106 estaven ocupats pels seus propietaris, 11 estaven llogats i ocupats pels llogaters i 2 estaven cedits a títol gratuït; 2 tenien dues cambres, 10 en tenien tres, 16 en tenien quatre i 91 en tenien cinc o més. 96 habitatges disposaven pel capbaix d'una plaça de pàrquing. A 36 habitatges hi havia un automòbil i a 73 n'hi havia dos o més.

### Piràmide de població
La piràmide de població per edats i sexe el 2009 era:
| Homes | Edats   | Dones |
| ----- | ------- | ----- |
| 0     | 95 o +  | 0     |
| 0     | 90 a 94 | 0     |
| 8     | 85 a 89 | 0     |
| 0     | 80 a 84 | 4     |
| 4     | 75 a 79 | 12    |
| 4     | 70 a 74 | 0     |
| 0     | 65 a 69 | 4     |
| 4     | 60 a 64 | 8     |
| 8     | 55 a 59 | 4     |
| 4     | 50 a 54 | 16    |
| 32    | 45 a 49 | 28    |
| 0     | 40 a 44 | 12    |
| 16    | 35 a 39 | 8     |
| 0     | 30 a 34 | 8     |
| 8     | 25 a 29 | 8     |
| 8     | 20 a 24 | 0     |
| 12    | 15 a 19 | 12    |
| 8     | 10 a 14 | 0     |
| 24    | 5 a 9   | 0     |
| 4     | 0 a 4   | 0     |

## Economia
El 2007 la població en edat de treballar era de 205 persones, 151 eren actives i 54 eren inactives. De les 151 persones actives 139 estaven ocupades (76 homes i 63 dones) i 12 estaven aturades (6 homes i 6 dones). De les 54 persones inactives 21 estaven jubilades, 15 estaven estudiant i 18 estaven classificades com a «altres inactius».

### Ingressos
El 2009 a Saint-Pancré hi havia 123 unitats fiscals que integraven 315 persones, la mediana anual d'ingressos fiscals per persona era de 18.980 €.

### Activitats econòmiques
Dels 2 establiments que hi havia el 2007, 1 era d'una empresa de comerç i reparació d'automòbils i 1 d'una empresa immobiliària.
L'únic servei als particulars que hi havia el 2009 era una agència immobiliària.
L'any 2000 a Saint-Pancré hi havia 6 explotacions agrícoles.

## Poblacions més properes
El següent diagrama mostra les poblacions més properes.